# Superconducting Super Collider

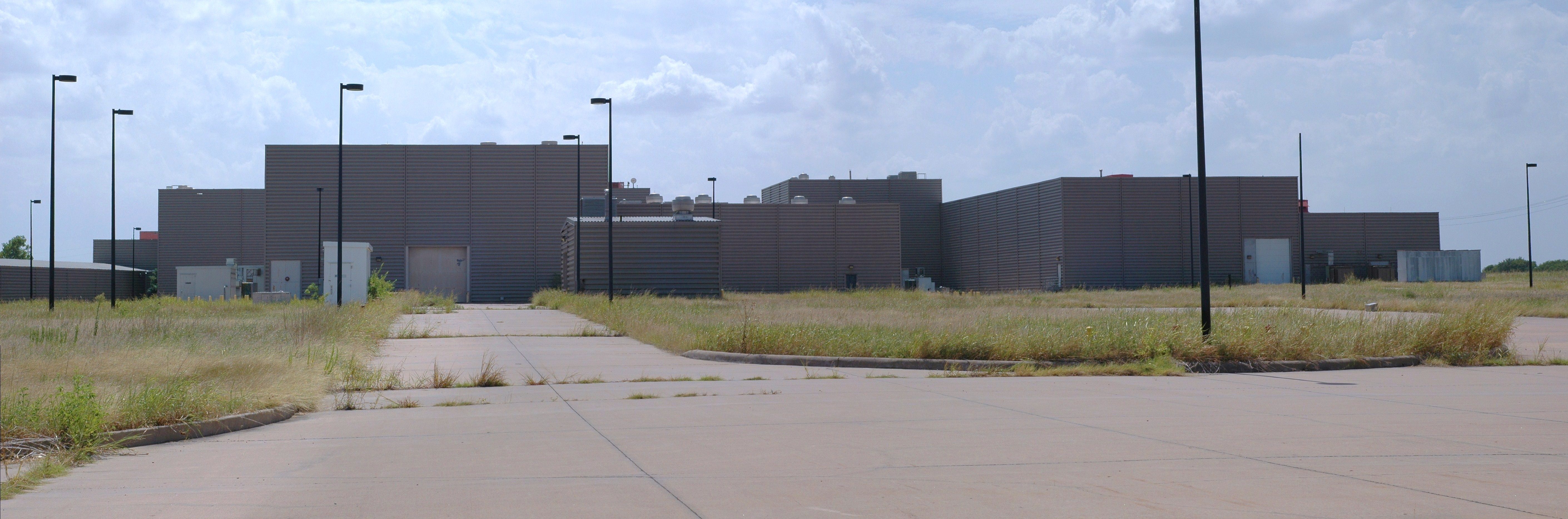
Panoramă cu SSC abandonat (fotografie din 2008)

Superconducting Super Collider (abreviat SSC) trebuia să fie un accelerator de particule gigant, amplasat la Waxahachie, Texas. Studiile de proiectare au început în anul 1983 iar construcția a început în 1991. În 1993 Congresul SUA a decis abandonarea proiectului, după ce 2 miliarde de dolari din cele 4,4 miliarde alocate inițial fuseseră cheltuite (între timp costul total fusese reestimat la 12 miliarde).
Acceleratorul SSC urma să fie instalat într-un tunel cu circumferința de 87 km și să permită cercetări de fizica particulelor elementare în ciocniri proton-antiproton la energii de 2 × 20 TeV. Prin comparație, Large Hadron Collider de la CERN, care a devenit funcțional în 2008 la un cost de 6 miliarde de dolari, este găzduit într-un tunel cu circumferința de 27 km și operează la energie maximă 2 × 7 TeV; la parametri mai modești decât SSC, acesta este acceleratorul collider în funcțiune cel mai puternic din lume și a realizat detectarea bosonului Higgs în 2013.